# 알무하라크 스타디움
알무하라크 스타디움(아랍어: ملعب المحرق, 영어: Al Muharraq Stadium)은 바레인 무하라크에 있는 다목적 경기장이다. 현재 주로 축구 경기장으로 이용되며 알무하라크 SC의 홈구장으로 사용된다. 이 경기장은 수용 인원은 20,000명이다.